# Швидлер, Элиаху Маркович
Элиаху (Илья) Маркович Швидлер (род. 20 декабря 1959 года, Хмельницкий, Украинская ССР) — советский и израильский шахматист, международный мастер (1985).
С 1979 года живёт в Израиле. В составе сборной Израиля участник двух олимпиад (1984 и 1988).

## Спортивные результаты
| Год  | Город    | Турнир                                       | + | − | = | Результат | Место |
| ---- | -------- | -------------------------------------------- | - | - | - | --------- | ----- |
| 1984 |          | 17-й чемпионат Израиля                       | 7 | 4 | 4 | 9 из 15   | 4—5   |
|      | Салоники | 26-я Олимпиада                               | 4 | 1 | 3 | 5½ из 8   |       |
| 1986 |          | 18-й чемпионат Израиля                       | 7 | 4 | 4 | 9 из 15   | 6     |
| 1988 | Салоники | 28-я Олимпиада                               | 3 | 2 | 8 | 7 из 13   |       |
| 1989 | Хайфа    | 9-й командный чемпионат Европы (2-я сборная) | 3 | 2 | 4 | 5 из 9    |       |

## Изменения рейтинга
| Графики недоступны из-за технических проблем. См. информацию на Фабрикаторе и на mediawiki.org. |